# Hamilton Smith
Hamilton Othanel Smith (New York, 23 agosto 1931) è un biologo statunitense, vincitore del Premio Nobel per la medicina nel 1978.

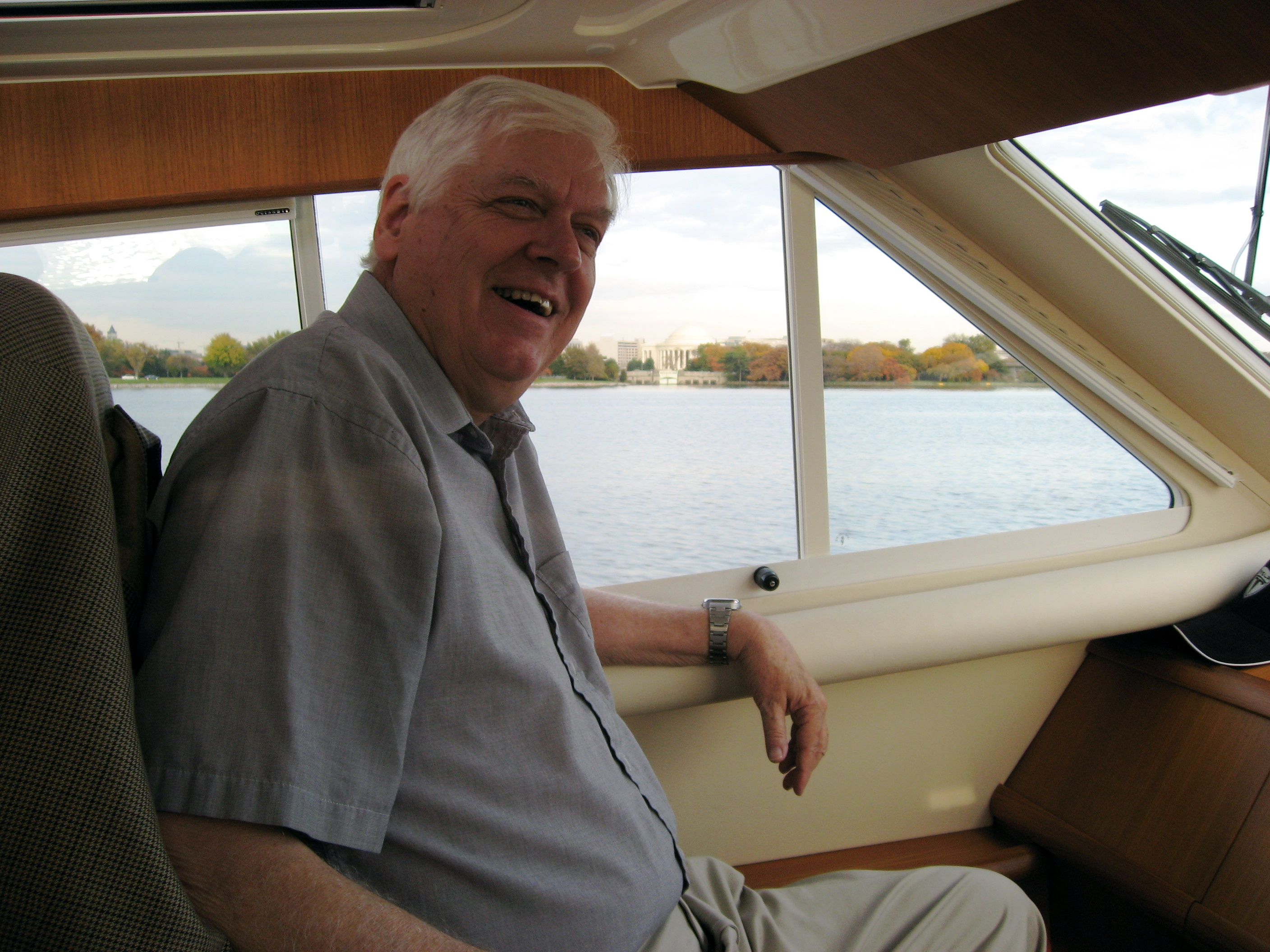
Hamilton O. Smith

Si è diplomato alla University Laboratory High School di Urbana, Illinois. Ha frequentato la Università dell'Illinois (Urbana-Champaign), ma nel 1950 si è trasferito alla Università della California (Berkeley), dove ha raggiunto il Bachelor of Arts in matematica nel 1952. Ha conseguito la laurea in medicina alla Johns Hopkins University nel 1956.
È stato premiato con il Premio Nobel per la Medicina nel 1978 per la scoperta degli enzimi di restrizione di tipo II, insieme a Werner Arber e Daniel Nathans.
Smith è successivamente divenuto una figura di spicco nel nascente campo della genomica, quando nel 1995 insieme ad un team dell'Institute for Genomic Research ha sequenziato il primo genoma di un batterio, Haemophilus influenzae. Questo era lo stesso organismo nel quale Smith aveva scoperto gli enzimi di restrizione alla fine degli anni sessanta. Successivamente ha avuto un ruolo chiave nel sequenziamento di molti dei primi genomi trattati all'Institute for Genomic Research, e nel sequenziamento del genoma umano alla Celera Genomics, alla quale si è affiliato fin dalla fondazione nel 1998.